# John Petrucci
John Peter Petrucci (rođen 12. srpnja 1967.), američki je gitarist, najpoznatiji kao jedan od osnivača progresivnog metal sastava Dream Theater. Također je i producent (zajedno s Mikeom Portnoyem) svih njihovih albuma od 1999., počevši s albumom Metropolis Pt. 2: Scenes from a Memory. Izabran je kao treći gitarist G3 turneje čak šest puta, gdje je s Joeom Satrianiem i Steve Vaiem svirao više od bilo kojih drugih pozvanih gitarista. 

## Životopis
Petrucci počinje svirati gitaru s osam godina kada je primijetio da njegova sestra, koja je u to vrijeme svirala orgulje, može ostajati duže budna kako bi vježbala sviranje. Ubrzo nakon toga je prestao jer mu plan nije uspio, ali je s dvanaest godina ponovno počeo svirati. Tada ga prijatelj Kevin Moore, koji će kasnije postati prvi klavijaturist Dream Theatera, poziva u svoj sastav. Uglavnom je samouk gitarist koji je svoju vještinu razvijao pod velikim utjecajem svojih idola. Neki od njih su bili Steve Morse, Steve Howe, Steve Vai, Stevie Ray Vaughan, Al Di Meola, Alex Lifeson i Allan Holdsworth. Ubrzo je shvatio da je glazba njegova strast te je od tog trenutka vježbao sviranje najmanje šest sati dnevno, kako bi mogao dalje napredovati kao glazbenik. 
Pohađao je Berklee College of Music u Bostonu, zajedno sa svojim prijateljem iz djetinstva, basistom Johnom Myungom. Tamo se susreo i s budućim bubnjarom Dream Theatera, Mikeom Portnoyem. Njih trojica su osnovali sastav Majesty, koji će kasnije promijeniti naziv u Dream Theater. 
Godine 1995. objavljuje video lekcije za gitaru, pod nazivom Rock Discipline, na kojima prikazuje vježbe za zagrijavanje, izmjenično trzanje, mah trzanje, akorde i druge vježbe koje pomažu u razvijanju tehnike sviranja gitare. Također je autor knjige pod nazivom "Guitar World presents John Petrucci's Wild Stringdom", koja je zapravo skup njegovih istoimenih kolumni o sviranju gitare iz časopisa Guitar World.
Joe Satriani i Steve Vai su ga 2001. pozvali da s njima svira na popularnoj turneji G3, nakon čega dobiva veliki broj obožavatelja. Ovaj događaj ga je inspirirao da snimi svoj solo album Suspended Animation, koji je izdan 1. ožujka 2005. godine. Između ostaloga, album je bio dostupan i preko njegovih službenih internetskih stranica. Na G3 turneji pojavljuje se ponovno 2005., 2006. i 2007. godine. Turneja 2007. godine bila je s Joeom Satrianiem i Paulom Gilbertom.
Napisao je i dva instrumentalna soundtracka, koji se koriste na igraćoj konzoli Sega Saturn u igri Digital Pinball: Necronomicon. Svaka skladba je duga oko dvije minute i jednostavno su nazvane "prolog" i "epilog". Veliki je obožavatelj Sega Saturn konzole i u jednom je intervjuu izjavio kako niti na jednu turneju ne ide bez nje.
Jordan Rudess, njegov kolega iz sastava Dream Theater, u jednom je intervjuu izjavio kako Petrucci prakticira katoličku vjeru. Oženjen je za Renu Sands, gitaristicu u ženskom heavy metal sastavu Meanstreak, te s njom ima troje djece, blizance SamiJo i Reny i kćer Kiaru. Također je veliki obožavatelj body buildinga i dosta slobodnog vremena posvećuje dizanju utega.

## Glazbeni stil
Petrucci je izuzetno poštovan glazbenik, a poznat je po svojoj vještini i raznolikom stilu sviranja gitare. Šest puta je svirao sa Satrianiem i Vaiom na godišnjim turnejama G3. Časopis Guitar magazines i mnogi obožavatelji širom svijeta daju mu priznanje kao jednom od najboljih svjetskih gitarista. Na nekim internetskim stranicama, poput Sputnikmusic i TheFunkyGibbons, nazivaju ga virtuozom.

## Oprema – Studijski albumi
- When Dream and Day Unite
- Images and Words – Triaxis 2/90 (dirty), Roland JC120 for cleans. A Marshall preamp korišten u "Metropolis Part 1"
- Awake – Dual Rectifier, Mark IIC+
- A Change of Seasons – Mark IIC+, Mark IV, TriAxis
- Falling Into Infinity –  Mark IIC+, Mark IV, TriAxis
- Scenes From A Memory – Mark IIC+, Mark IV
- Six Degrees of Inner Turbulence – Mark IIC+
- Train Of Thought – Road King Series I
- Octavarium – Road King Series I & II, Lone Star, Mark IV
- Systematic Chaos – Lone Star, Mark IV
- Suspended Animation (solo cd) – Roadking Series 1, Mark IIC+
- Liquid Tension Experiment – TriAxis, 2:90 power amp
- Liquid Tension Experiment 2 – Mark IIC+, Mark IV

## Oprema – uživo
- I&W Tour – 2 Triaxis Preamps (jedan za rezervu), 2:90 power amp, Mesa Abacus+Mesa Midi Matrix for switching
- Scenes From NY – Triaxis, Dual Rectifier, Mark IIC+, Mark IV, Formula Preamp, 2:90 power amps
- Live At Budokan – Road King Series 1 (x3), Lonestar (x2)
- Score – Custom Built "Nunya" Preamp, Formula Preamp, mesa 2:100 power amp, 4 Mesa 4x12's and 4 Mesa 2x12's. Midi switching by Steen Skrydstrup.
- 2007 G3 tour – Mark IV (x2), Formula preamp
- 2007 Systematic Chaos Tour – Mark IV (x2), Lonestar (x1). TC Electronic 2290, M3000, Eventide Ultra Harmonizer, Jim Dunlop rack wah. Midi prekidači od Axess Electronics.

## Diskografija
| Godina | Naziv                                           | Izdavač             | Bilješke |
| 1989.  | When Dream and Day Unite                        | MCA/Mechanic        | Prvi studijski album Dream Theatera. |
| 1992.  | Images and Words                                | Atlantic/ATCO       | Ponovno s Dream Theater i novim prvim vokalom Jamesom LaBrieom. |
| 1993.  | Live at the Marquee                             | WEA International   | Prvi uživo album s Dream Theater. |
| 1994.  | Awake                                           | EastWest            | Posljednji album s Dream Theater na kojem klavijature svira Kevin Moore. |
| 1995.  | A Change of Seasons                             | EastWest            | EP Dream Theatera, koji uključuje Dereka Sheriniana kao novog klavijaturistu. |
| 1996.  | Working Man                                     | Magna Carta         | Posveta sastavu Rush. |
| 1997.  | Falling into Infinity                           | Elektra             | Posljednji album Dream Theatera s Derekom Sherinianom. |
| 1997.  | Dragon Attack                                   | CNR Music           | Posveta sastavu Queen. |
| 1998.  | Guitar Battle                                   | Viktor              | Različiti izvođači. |
| 1998.  | Liquid Tension Experiment                       | Magna Carta         | Projekt zajedno s Mikeom Portnoyem, Jordanom Rudessom i Tonyjem Levinom. |
| 1998.  | Once in a LIVEtime                              | Elektra             | 2CD-a snimljena u Parizu, Francuska. |
| 1998.  | Age of Impact                                   | Magna Carta         | Sastav Explorers Club |
| 1998.  | Wicked                                          | The Orchard         | Jon Finn Group |
| 1999.  | Liquid Tension Experiment 2                     | Magna Carta         | Drugi album sa sastavom Liquid Tension Experiment. |
| 1999.  | Metropolis Pt. 2: Scenes from a Memory          | Elektra             | Jordan Rudess novi je klavijaturist Dream Theatera, ovo je njegov prvi konceptualni album sa sastavom. |
| 2000.  | An Evening with John Petrucci and Jordan Rudess | Sound Mind Music    | Uživo album zajedno s klavijaturistom Jordanom Rudessom. |
| 2001.  | Feeding the Wheel                               | Magna Carta         | Solo album Jordana Rudessa i Petruccia na gitari. |
| 2001.  | Live Scenes From New York                       | Elektra             | Trostruko CD izdanje snimljeno u New York, SAD. |
| 2002.  | Six Degrees of Inner Turbulence                 | Elektra             | Prvi dvostruki studijski album Dream Theatera. |
| 2003.  | Train of Thought                                | Elektra             | Najbolji Dream Theater album objavljen do tog datuma. |
| 2004.  | Live at Budokan                                 | Atlantic            | Dream Theater kombinacija 3 CD-a i 2 DVD-a, snimljena u Tokyu, Japanu. |
| 2005.  | Suspended Animation                             | Sound Mind Music    | Prvi solo album. |
| 2005.  | G3: Live in Tokyo                               | Sony                | Nastup na G3 turneji, zajedno s gitaristima Steveom Vaiem i Joeom Satrianiem. |
| 2005.  | Octavarium                                      | Atlantic            | Dream Theaterov posljednji album za izdavača 'Atlantic Records Group'. |
| 2006.  | Score                                           | Rhino Entertainment | 3CD/2DVD snimljen u 'Radio City Music Hall', 1. travnja 2006., New York, Sjedinjene Države. |
| 2006.  | Blood of the Snake – Derek Sherinian            | Inside Out Music    | Svira gitaru na prvoj skladbi "Czar Of Steel". |
| 2006.  | Loudspeaker – Marty Friedman                    | Mascot/Avex         | Specijalni gost na gitari. |
| 2007.  | Systematic Chaos                                | Roadrunner Records  | Prvi album Dream Theatera za novu izdavačku kuću 'Roadrunner Records' 5. lipnja 2007. godine. Album je objavljen u dvije verzije: na CD-u i kao 'posebno izdanje', koje sadrži kombinaciju CD-a i DVD-a s Dolby Digital 5.1 zvukom i 90-minutnom dokumentarnom kronologijom pod nazivom "Chaos In Progress", u režiji bubnjara Mikea Portnoya. |
| 2008.  | Chaos in Motion 2007-2008                       | Roadrunner Records  | Uživo album objavljen 23. rujna 2008. godine. |
| 2009.  | Black Clouds & Silver Linings                   | Roadrunner Records  | Deseti album Dream Theatera. |

## Videografija
| Godina | Naziv                                             | Bilješka                          |
| 1993.  | Images and Words: Live in Tokyo                   |                                   |
| 1995.  | Rock Discipline – VHS                             |                                   |
| 1998.  | 5 Years in a LIVEtime                             |                                   |
| 2001.  | Metropolis 2000: Scenes From New York             |                                   |
| 2002.  | Rock Discipline – DVD                             |                                   |
| 2004.  | Live at Budokan                                   |                                   |
| 2005.  | G3: Live in Tokyo                                 |                                   |
| 2006.  | Score                                             |                                   |
| 2007.  | Chaos in Progress: The Making of Systematic Chaos |                                   |
| 2008.  | Chaos in Motion 2007-2008                         | Objavljen 23. rujna 2008. godine. |

#### Napomene
1. ↑  Are the band members religious? (engleski). Dream Theater Norway - systematic faq. Inačica izvorne stranice arhivirana 18. travnja 2008. Pristupljeno 3. listopada 2009.
2. ↑  Featured Artists (engleski). Ernie Ball Music Man. Inačica izvorne stranice arhivirana 13. listopada 2008. Pristupljeno 3. listopada 2009.
3. ↑  John Petrucci. Sputnik Music (engleski). Pristupljeno 3. listopada 2009.

## Vanjske poveznice

### Službene stranice
- Službene stranice Johna Petruccia (engl.)
- Službene stranice Dream Theatera (engl.)

### Novosti
- Sputnik Music - John Petrucci (engl.)